# John Luther Adams

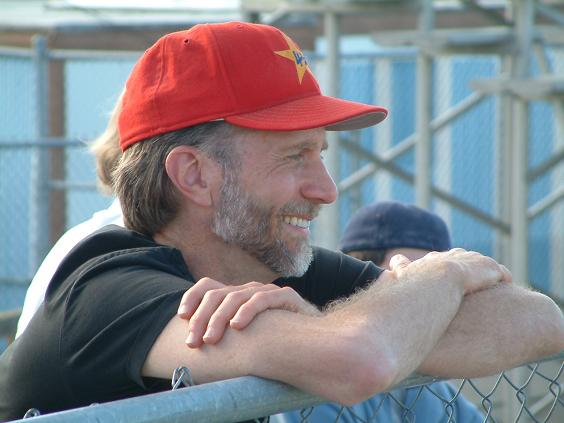
John Luther Adams

John Luther Adams (Meridian (Mississippi), 23 januari 1953) is een Amerikaans componist en musicus, woonachtig in Alaska.

## Biografie
Adams begon als tiener te spelen als drummer in rockbands. Via de muziek van Frank Zappa leerde hij die van Edgard Varèse, Morton Feldman en John Cage kennen. Hij ging studeren aan het California Institute of the Arts (CalArts) bij James Tenney en Leonard Stein. Na zijn afstuderen in 1973 was hij werkzaam in de natuurbescherming, waardoor hij in Alaska terechtkwam. In 1978 vestigde hij zich daar permanent. In de jaren tachtig was hij paukenist en slagwerker bij het Fairbanks Symphony Orchestra en het Arctic Chamber Orchestra.
Zijn liefde voor Alaska werd de drijvende kracht achter zijn muziek. Zijn composities zijn een weergave van het landschap en de inwoners van Alaska. Hij is omschreven als: "...de grootste voorstander van de Amerikaanse experimentele traditie". Het was vooral de invloed van Morton Feldman en diens neiging tot uitgebreide, meditatieve en door intuïtie gestuurde structuren, waardoor hij zich bewust werd van zijn roeping als componist. Ook vertoont hij verwantschap met minimal music.
Zelf zei hij: "Mijn muziek is altijd diepgaand beïnvloed door de wereld van de natuur en een sterk bewust ondergaan van de plaats waar ik me bevind. Door continu te luisteren naar de subtiele geluiden van het noordse landschap hoop ik het terrein van de 'geluidsgeografie’ te leren kennen – dat gebied tussen ruimte en cultuur – tussen omgeving en verbeelding".
Adams' oeuvre omvat vele genres en media. Hij heeft gecomponeerd voor televisie, film, toneel, menselijke stem, akoestische instrumenten, symfonieorkest en elektronische muziek. Zijn composities onderscheiden zich door veel percussiewerk en het gebruik van de menselijke stem.

## Onderscheidingen
In 2006 werd Adams een van de eerste United States Artists Fellows. Eerder werd hij bekroond door de National Endowment for the Arts, de Rockefeller Foundation, de Rasmusson Foundation en de Foundation for Contemporary Arts.
In 2014 won hij de Pulitzerprijs voor muziek voor zijn compositie Become Ocean.
Het tijdschrift Musical America koos hem als componist van het jaar 2015.

## Werken
- Heavy Metal (1970)
- Green Corn Dance (1974)
- Grounding (1975)
- Studebaker Love Music (1976)
- Night Peace (1976)
- Songbirdsongs (1974–80)
- Strange Birds Passing (1983)
- Up into the silence (1978/84) (tekst E.E. Cummings)
- How the Sun Came to the Forest (1984) (tekst John Haines)
- The Far Country of Sleep (1988)
- Giving Birth to Thunder, Sleeping With His Daughter, Coyote Builds North America (1986–90)
- Magic song for one who wishes to live and the dead who climb up to the sky (1990)
- Dream in White On White (1992)
- Earth and the Great Weather (1990–93)
- Five Yup'ik Dances (1991–94)
- Crow and Weasel (1993–94) (tekst Barry Lopez)
- Sauyatugvik: The Time of Drumming (1995)
- Clouds of Forgetting, Clouds of Unknowing (1991–95)
- Five Athabascan Dances (1992/96)
- Strange and Sacred Noise (1991–97)
- Make Prayers to the Raven (1996/98)
- In the White Silence (1998)
- Qilyaun (1998)
- Time Undisturbed (1999)
- In a Treeless Place, Only Snow (1999)
- The Light That Fills the World (1999–2000)
- Among Red Mountains (2001)
- The Immeasurable Space of Tones (1998–2001)
- The Farthest Place (2001)
- After the Light (2001)
- Dark Wind (2001)
- Red Arc / Blue Veil (2002)
- The Mathematics of Resonant Bodies (2002)
- Poem of the Forgotten (2004) (tekst John Haines)
- For Lou Harrison (2004)
- ...and bells remembered... (2005)
- For Jim (rising) (2006)
- Always Very Soft (2007)
- Dark Waves (2007)
- Little Cosmic Dust Poem (2007)
- Nunataks (Solitary Peaks) (2007)
- Three High Places (2007)
- Sky with Four Suns and Sky with Four Moons (2008)
- the place we began (2008)
- Inuksuit (2009)
- Become Ocean (2013)